# 爸爸的好儿子
《爸爸的好儿子》（英語：That's My Boy）是一部美国喜剧片，由西恩·安德斯执导，亚当·桑德勒 和 安迪·山伯格 主演。故事講述唐尼·伯傑因為在未成年時與老師瑪麗·麥克蓋里克萊發生性關係，將兩人的孩子韓·索羅·伯傑交給他人撫養，但是成年的韓·索羅將結婚之際與父親唐尼重逢，延伸接二連三的風波。
該片於2012年6月15日由哥倫比亞影業發行，但是口碑與票房雙敗，票房收入僅為 5700 萬美元，對比 57-7000 萬美元的預算，成為票房炸彈；影評界普遍批評該片的編劇與粗俗的情節，電影本身同時因為淡化法定強姦、亂倫和忽視兒童的議題而產生爭議。

## 剧情
本片讲述12岁唐尼·伯傑（Donny Berger）和他的老师22岁瑪麗·麥克蓋里克萊（Mary McGarricle）竟然有了个孩子韓·索羅·伯傑（Han Solo Berger），因为各種原因而把韓·索羅·伯傑给他人寄养，数年后长大即将结婚的韓·索羅·伯傑被坑爹的父亲唐尼·伯傑搞砸。少了童年的陪伴，再加上这样的经历，父子两会相处的如何？

## 演员
- 亚当·桑德勒 饰 唐纳德·「唐尼」·伯傑（Donald 'Donny' Berger）
- 賈斯汀·韋弗 饰 1984年的唐尼·伯傑（Donny Berger）
- 安迪·山伯格 饰 托德·彼得森（Todd Peterson）/韓·索羅·伯傑（Han Solo Berger）, 唐尼（Donny）的兒子
- 麗頓·麥斯達 饰 杰米·马丁（Jamie Martin），托德（Todd）的未婚妻。
- 伊娃·阿穆里 饰 1984年的 瑪麗·麥克蓋里克萊（Mary McGarricle），唐尼（Donny）的中學老師，托德（Todd）的母親。
- 蘇珊·莎蘭登 饰 現在的瑪麗·麥克蓋里克萊（Mary McGarricle）。現實生活中也是伊娃（Eva）的親生母親。
- 米洛·文提米利亞 饰 查德·马丁（Chad Martin）, 杰米（Jamie）的弟弟，穿著海軍陸戰隊制服讓人以為是軍人，但事實上是跳爵士舞的現代舞者。
- 雷克斯·萊恩（英语：Rex Ryan） 饰 吉姆·南斯（Jim Nance）
- 路奈爾（英语：Luenell Campbell） 饰 尚帕勒（Champale）
- 席亞拉 饰 布利（Brie）
- 香草冰 饰 自己
- 艾倫·錫克 饰 TV版唐尼（Donny）的爸爸
- 占士·坚 饰 麦克纳利父亲（Father McNally）
- 丹·帕特里克 饰 兰德尔·摩根（Randall Morgan）
- 威爾·福爾特 饰 菲爾（Phil）
- 布萊克·克拉克 饰 杰拉德（Gerald）
- 科林·奎因（英语：Colin Quinn） 饰 脱衣舞俱乐部DJ（Strip Club DJ）
- 尼克·史沃森 饰 肯尼（Kenny）
- 安娜·蓋斯泰（英语：Ana Gasteyer） 饰 雷文斯代爾太太（Mrs. Ravensdale）
- 伊恩·齊爾林 饰 TV版唐尼（Donny）
- 托德·布里奇斯（英语：Todd Bridges） 饰 自己
- 托尼·奧蘭多（英语：Tony Orlando） 饰 史蒂夫·史比魯（Steve Spirou）